# Lars Christensen
Lars Christensen (ur. 6 kwietnia 1884 w Sandar, zm. 10 grudnia 1965 w Nowym Jorku) – norweski przedsiębiorca, przemysłowiec, właściciel przedsiębiorstw wielorybniczych i transportu morskiego; wspierał eksplorację Antarktyki – zorganizował dziewięć wypraw badawczych, uczestnicząc w czterech z nich.

## Życiorys
Lars Christensen urodził się 6 kwietnia 1884 roku w Sandar . Jego ojcem był przedsiębiorca w sektorze stoczniowym i wielorybniczym Christen Christensen (1845–1923), syn armatora Sørena Lorentza Christensena (1810–1862), a matką – córka armatora Larsa Christensena, Augusta Frederikke Christensen (1851–1888) .
Po ukończeniu szkoły średniej w 1899 roku pracował jako pracownik biurowy w firmie rodzinnej w Sandefjord . Następnie kształcił się w szkołach handlowych w Niemczech i Wielkiej Brytanii, gdzie później odbył również praktykę zawodową w stoczniach . Po powrocie do Norwegii zaczął pracować w firmie rodzinnej, która zaangażowała się w rozwój wielorybnictwa na obszarach Antarktyki . Swoja własną firmę założył w 1907 roku, jednak przez wiele lat kierował spółkami rodzinnymi we współpracy z ojcem i braćmi . Wówczas działalność Christensenów skupiała się na eksploracji nowych obszarów dla wielorybnictwa, przede wszystkim na zachodnim wybrzeżu Ameryki Północnej i Południowej . W 1910 roku poślubił Ingrid Dahl (1891–1976) – córkę Thora Dahla (1862–1920) – największego przedsiębiorcy w branży wielorybniczej w Sandefjord . Od 1909 roku Christensen był zastępcą konsula Danii w Sandefjord, a od 1937 roku konsulem Danii .
Po śmierci ojca i teścia na początku lat 20. XX w. roku przejął większą część ich działalności . Rozwinął firmę teścia A/S Thor Dahl, która stała się jednym z najbardziej znaczących przedsiębiorstw w branży wielorybniczej na świecie .  
Podczas  II wojny światowej przebywał w Stanach Zjednoczonych, gdzie przewodniczył komitetowi ds. wielorybnictwa przedsiębiorstwa Nortraship . Współpracował również z ambasadą Norwegii w Waszyngtonie jako doradca finansowy . Działał na rzecz marynarzy, finansując m.in. działalność kościoła marynarzy w San Pedro w Kalifornii . 
Po wojnie grupa Thor Dahl pod kierownictwem Christensena odzyskała pozycję jednego z liderów w branży wielorybniczej i zaczęła zwiększać udziały w firmach transportu morskiego oraz żeglugi liniowej . 

### Eksploracja Antarktyki
Christensen aktywnie wspierał eksplorację Antarktyki . Sfinansował dziewięć wypraw badawczych, biorąc osobiście udział w czterech z nich . W ekspedycjach towarzyszyła mu żona Ingrid . 
Dzięki Christensenowi zorganizowano m.in.:
- pierwszą ekspedycję antarktyczną na statku „Norvegia” w latach 1927–1928 na Wyspę Bouveta
- drugą ekspedycję antarktyczną na statku „Norvegia” w latach 1928–1929 na Wyspę Bouveta i Wyspę Piotra I
- czwartą ekspedycję antarktyczną na statku „Norvegia” w latach 1930–1931 do Ziemi Królowej Maud
- badania z powietrza wschodniej części Antarktydy w latach 1936–1937

Głównym celem tych wypraw było znalezienie łowisk wielorybów, oszacowanie ich populacji i tras migracji . Jednocześnie ekspedycje zajmowały się badaniami topograficznymi i mapowaniem terenów Antarktydy . Dzięki wyprawom Christensena Norwegia zajęła Wyspę Bouveta (1927), Wyspę Piotra I (1929) i Ziemię Królowej Maud (1939) . 
W 1929 roku Christensen wprowadził do swojej floty wielorybniczej samoloty, zmodyfikował statek „Norvegia” i wyposażył go w dwa wodnoloty. Czwarta wyprawa norweska w latach 1930–1931 zbadała z powietrza Ziemę Królowej Maud – loty zwiadowcze prowadzili Hjalmar Riiser-Larsen (1890–1965) (kierownik wyprawy) i Finn Lützow-Holm (1890–1950).  

### Działalność charytatywna
Christensen aktywnie angażował się na rzecz rodzinnego miasta Sandefjord . W 1917 roku ufundował Muzeum Wielorybnictwa, a w kolejnych latach sfinansował m.in. budowę pomnika wielorybnictwa (norw. Hvalfangstmonumentet) i kaplicy św. Olafa . W 1957 roku ufundował Sjøfartsmuseeet (pol. „muzeum morskie”) . Hojnie wsparł prace nad odrestaurowaniem statku „Fram”, który brał udział w trzech wielkich norweskich ekspedycjach polarnych: Fridtjofa Nansena (1893–1896), Ottona Sverdrupa (1898–1902) i Roalda Amundsena (1910–1912).
Christensen zmarł 10 grudnia 1965 roku w Nowym Jorku .

## Publikacje
- 1935 – Til Sydishavet[1]
- 1935 – Such is the Antarctic[7]
- 1938 – Min siste ekspedisjon til Antarktis 1936–37[7]
- 1939 – Recent reconnaissance flights in the Antarctic. The course of Antarctic exploration between longitudes 20° W and 110° E[7]
- 1942 – An outline for Norwegian post-war reconstruction together with proposals for prepeace action[7]

## Odznaczenia, członkostwa i nagrody
- 1927 – Gunnerusmedaljen Królewskiego Norweskiego Towarzystwa Naukowego[1]
- 1929 – Order Świętego Olafa, Kawaler I Klasy[1]
- 1935 – David Livingstone Centenary Medal Amerykańskiego Towarzystwa Geograficznego[8]
- 1935 – honorowy członek Królewskiego Norweskiego Towarzystwa Naukowego (norw. Det Kongelige Norske Videnskabers Selskab)[3]
- 1944 – Order Świętego Olafa, Komandor z Gwiazdą[1]
- Order Danebroga[1]
- Order Wazów[1]
- Legia Honorowa[1]
- Krzyż Wolności Haakona VII[3]
- honorowy członek Norweskiej Akademii Nauk (norw. Det Norske Videnskaps-Akademi)[1]
- honorowy członek Norweskiego Towarzystwa Geograficznego (norw. Det norske Geografiske Selskap)[1]
- Honorowy obywatel miasta Granby w Kanadzie[3]

## Upamiętnienie
Na cześć Christensena nazwano:
- część wybrzeża Ziemi Mac Robertsona w Antarktydzie Wschodniej – Wybrzeże Larsa Christensena[9]
- najwyższy szczyt Wyspy Piotra I – Lars Christensen Peak[10]
- wyspę na południowo-zachodnim krańcu Wyspy Bouveta – Larsøya[11]
- lodowiec na Wyspie Bouveta – Christensenbreen[12]